# Roger Gallopin
Roger Edouard Gallopin (* 14. Dezember 1909 in Genf; † 18. März 1986) war ein Schweizer Jurist und langjähriger ranghoher Mitarbeiter sowie später leitendes Mitglied des Internationalen Komitees vom Roten Kreuz (IKRK).
Er studierte von 1929 bis 1935 an der Universität München, der Universität Genf sowie an der London School of Economics, und erlangte an der Genfer Universität 1932 einen Abschluss in Rechtswissenschaften sowie 1935 die Promotion. Nach einer kurzen Tätigkeit als Rechtsanwalt in seiner Heimatstadt wurde er 1936 juristischer Mitarbeiter des IKRK. Nachdem er zwischenzeitlich Militärdienst geleistet hatte, übernahm er 1942 die Leitung der IKRK-Abteilung für Gefangene, Internierte und Zivilpersonen. In den folgenden Jahren stieg er innerhalb der Verwaltung des Komitees 1944 zum stellvertretenden Generalsekretär, 1946 zum Direktor des operativen Bereichs und 1950 zum Geschäftsführer beziehungsweise später Generaldirektor auf. Darüber hinaus unternahm er mehrere Auslandseinsätze für das IKRK.
Im November 1967 wurde er zum Mitglied des Komitees kooptiert, zwei Jahre später zog er sich vom Amt des Generaldirektors zurück. Nach der Wahl von Eric Martin zum IKRK-Präsidenten fungierte Roger Gallopin von 1973 bis 1976 als Präsident des Versammlungsrates des Komitees. In der damit entstandenen Konstellation, die de facto eine Doppelpräsidentschaft darstellte, übernahm Eric Martin vor allem repräsentative Aufgaben und Roger Gallopin überwiegend die exekutive Leitung. 1976 ging er in den Ruhestand, blieb jedoch Mitglied des Komitees. Er wurde später zum Ehrenmitglied des IKRK ernannt und erhielt 1977 die Ehrenmedaille des Australischen Roten Kreuzes.
Roger Gallopin war zweimal verheiratet und Vater von zwei Kindern.